# クイズ・ショウ
『クイズ・ショウ』（Quiz Show）は1994年制作のアメリカ映画。1950年代に実在したNBCの人気テレビ番組『21（トウェンティワン）』をめぐるスキャンダルを、ロバート・レッドフォードが監督して映画化した。原作者はリチャード・N・グッドウィンであり、映画にはディックとして登場する。

## ストーリー
1956年、アメリカではテレビが普及し、人々は裕福になっていった。高額の賞金で国民的人気のクイズ番組「21（トウェンティワン）」で連勝中のユダヤ人、ハービー・ステンペル（ジョン・タトゥーロ）は、さえない容姿からスポンサーの製薬会社から嫌われ、プロデューサー、ダンとアルは別の英雄として、キリスト教徒で容貌、教養、家柄において文句のない白人大学講師（週給86ドルと薄給）、チャールズ・ヴァン・ドーレン（レイフ・ファインズ）に目を付ける。ダンとアルはクイズの問題と解答を教えようとチャールズに持ちかけるが、フェアに戦いたいとチャールズは断る。
プロデューサーはハービーをレストランに招き、次回の出演で間違えるように指示する。「1955年のアカデミー作品賞は?」という問題で、ハービーは「マーティ」だと知っていたが、プロデューサーは「波止場」と間違えるよう指示した。家に帰りやらせで敗退することを承諾したことを妻に打ち明けると、猛反対されてハービーはプロデューサーの指示に従わない決意をした。
しかし対決の日、ハービーはためらいながらもわざと誤答し、チャールズへの問題はオーディションの時に出された彼の知っているものだった。ついにチャンピオンが交代した。優勝賞金2万ドルを獲得し、教育水準向上の一助になると言いくるめられたチャールズは、その後も不正を続けて行く。容姿端麗の独身の白人男性がチャンピオンに変わったことで、番組の視聴率は鰻登り、ついにはNBCはトップに躍り出る。一方冷遇され憤慨したハービーは「21」の八百長を大陪審に告発するものの、なぜか封印されてしまう。
たまたまその封印の新聞記事を読んだ立法管理小委員会の捜査官、ディック・グッドウィン（ロブ・モロー）は封印ということに不思議を感じ、テレビ局の不正を裁こうとニューヨークに向かい、調査に乗り出す。ハービーにはユダヤ人なのによくハーバード大学を出られたなと驚かれる。やがて、コロンビア大学教授になったチャールズの人柄とヴァン・ドーレン一家の知性に魅力を感じ始め、妻から「あなたはユダヤ人のアンクル・トムよ」「チャールズが出ないのはハムレットのいない『ハムレット』」となじられる。ダンらはハービーの精神状態が問題だったという。ハービーも答を教えてもらったことがあると告白。しかし、録画を確認していて、八百長を証明する新たな証人と確かな証拠が見つかる。チャールズは15週目の対戦でチャンピオンの座を降りる。ディックはチャールズが笑っていたといって八百長だという。
全米放送史上空前の一大スキャンダルに発展する。立法委員会に証人喚問されたハービーがリハーサルもあったと八百長を告白。全米のマスコミが注目する中、チャールズはピューリッツァー賞詩人の父と話し、喚問されていないのに聴問会に証人として出席して不正を認める声明を発表する。ダンたち製作陣は解雇されたが、チャールズの態度は1名を除く裁判官から感動したといわれるが、大学からは辞任を勧告される。ディックは「テレビは勝ち残る」といって、暗澹たる思いに包まれる。

## キャスト
※括弧内は日本語吹替
- ハービー・ステンペル（英語版） - ジョン・タトゥーロ（福田信昭）
- チャールズ・ヴァン・ドーレン（英語版） - レイフ・ファインズ（宮本充）
- ディック・グッドウィン（英語版） - ロブ・モロー（牛山茂）
- マーク・ヴァン・ドーレン - ポール・スコフィールド（大木民夫）： チャールズの父。
- ダン・エンライト（英語版） - デヴィッド・ペイマー（秋元羊介）： NBCプロデューサー。
- アル・フリードマン - ハンク・アザリア（田中正彦）： NBCプロデューサー。
- ジャック・バリー（英語版） - クリストファー・マクドナルド（大塚芳忠）： 「21」司会者。
- ドロシー・ヴァン・ドーレン（英語版） - エリザベス・ウィルソン（島美弥子）： チャールズの母。
- サンドラ・グッドウィン - ミラ・ソルヴィノ（田中敦子）： ディックの妻。
- トビー・ステンペル - ヨハン・カルロ（佐藤しのぶ）： ハービーの妻。
- デイヴ・ギャロウェイ（英語版） - バリー・レヴィンソン（藤本譲）： 人気番組「トゥデイ」司会者。
- マーティン・リッテンホーム - マーティン・スコセッシ： ジェリトルの社長。
- ロバート・キントナー（英語版） - アラン・リッチ（英語版）（今西正男）： NBC社長。
- ジェリトルの経理人 - グリフィン・ダン（喜多川拓郎）

## 受賞とノミネート
- 第67回アカデミー賞
  - ノミネート・・・作品賞、監督賞 ロバート・レッドフォード、助演男優賞 ポール・スコフィールド、脚色賞 ポール・アタナシオ
- 第52回ゴールデングローブ賞
  - 作品賞（ドラマ部門）、監督賞 ロバート・レッドフォード、助演男優賞 ジョン・タトゥーロ
- 第48回BAFTA 英国アカデミー賞映画部門
  - 受賞・・・脚色賞 ポール・アタナシオ
  - ノミネート・・・作品賞、助演男優賞 ポール・スコフィールド
- 第60回ニューヨーク映画批評家協会賞
  - 受賞・・・作品賞
- 1995年ロンドン映画批評家協会賞
  - 受賞・・・脚本家賞 ポール・アタナシオ
- 1994年ナショナル・ボード・オブ・レビュー（米国映画批評会議）賞
  - 受賞・・・作品賞トップ10

## エピソード
- ドラマ『古畑任三郎』の「VSクイズ王」はこの映画を下敷きとしている。